# Mörk clownfisk
Mörk clownfisk (Amphiprion sebae) är en clownfisk som lever i Indiska oceanen kring Sri Lanka och Maldiverna. Den når även fram till Arabiska halvön, Sumatra och Java. Mörk clownfisk kan bli upp till 16 cm lång.
Arten dyker till ett djup av 25 meter. Den hittas oftast vid havsanemonen Stichodactyla haddoni. Äggen bevakas av hannen.
Flera exemplar fångas och hölls som akvariefisk. Hela populationen är stor. IUCN listar arten som livskraftig (LC).